# Фрегли
Фрегли — український рок гурт, заснований у 2009 році в місті Києві Україна.

## Біографія
Олександр Капустін (гітара) і Олександр Ніколаєнко (бас гітара) з гурту «Jam» вирішили спробувати створити щось своє. І з приходом у гурт у 2009 році жіночого вокалу Наталки Поліщук творча картина почала змінюватися. Відразу змінилася і назва. «Культове» слово-назва в рок музиці «Jam», яке приклеїлося до гурту через численні імпровізації з різними музикантами на різних майданчиках, припинило відповідати дійсності. Незважаючи на те, що музиканти продовжували запис пісень і виступали під цим, вже знайомим, ім'ям, — в атмосфері гурту вже давно назрівали зміни. Через колорит голосу вокалістки, гурт вирішили перейменувати в «Fragile», що перекладається з англ. «Тендітний».
Від втоми програвання каверів і олд скульних стилів у музикантів накопичилася велика кількість матеріалу, і, як не дивно, він був повною протилежністю музичних смаків фанатів групи і, навіть, самих музикантів. Необхідно сказати, що це був саме той протест, коли бажання скоріше знайти свій власний стиль, в якому можна складати пісні і прийти до успіху, граючи свою авторську і водночас комерційну музику, не наслідуючи еталон західних стилів та гуртів.
Фактично за місяць гітарист гурту Олександр Капустін і Наталка Поліщук разом складають нову програму для виступів і записують її на домашній студії. Не всі музиканти були готові перейти у новий образ, але консервативність швидко зникає. Олександр запрошує зі Львова свого товариша та однокурсника, барабанщика Максима Хастяна. Гурт доукомплектовується необхідними музикантами, і починає активно репетирувати. Допомога близьких друзів В. Брагар, Ю. Гуменюк і дружніх музикантів, допомагає створити нову репетиційну базу, нову атмосферу і, безумовно, придбати апарат. Відтепер демо-записи нових пісень, немов гарячі пиріжки - скидаються через інтернет музикантам і прискорюють процес роботи. Група Fragile створює сайт і починає надсилати свої демо записи на різні музичні портали та конкурси. 
Новий стиль і свіжість в аранжуваннях у міксі з вокалом Наталки, не змушують себе бути не поміченими, та в конкурсі Djuice Music Drive, з 1000 цікавих музичних колективів, група Fragile входить в 10-ку найпопулярніших за sms голосуванням в Україні, і їде на гастролі до п’яти міст України, ставши півфіналістом фестивалю. 
У 2009р. «Fragile» записують свій перший альбом, який називається «Punk's Family» (Сімейка панків) .Такі пісні як A Piece Of Pie, повільна лірична балада Cause Of You, жартівлива Teddy Bear, допомогли, що називається, «влитися» в київські панк тусовки. У Fragile з'являються дружні колективи «Мама Я Радіо» та ін. з якими вони спільно виступають на різних сценах. Позитивність мелодій і яскраві фарби, з прозорими не навантажуючими текстами, дали можливість виступати на різних майданчиках, відтоді гурт починає шукати продюсера-менеджера. На привелике щастя знаходять дивовижну творчу людину, музиканта Максима Бондаренко. Він переконує музикантів з гурту, щоб ті переглянути деякі стилістичні моменти, а саме - розбавили англійські тексти українською і російською мовами. У цей час (у 2010р.) «Fragile»  завершують запис свого другого альбому «Let iT Be So» (Нехай буде так) і до них приєднується, басист Руслан Ядвижин. В цьому альбомі звучать такі сильні пісні, як «I Will Rock You»; приємні гармонії і переходи з ліричного вступу на швидку драйвову, танцювальну середину в пісні «Happy Girl»; стильна лірична пісня зі спокусливим вокалом та сильним гітарним соло - «Let iT Be So» та ін. Ці композиції були палко зустрінуті фанатами і любителями гурту. У другій половині 2010 група активно дає концерти на різноманітних майданчиках і починає записувати свій третій альбом «Класні Є Тапки», але трагедія забрала життя натхненника і продюсера гурту. Музиканти дуже болісно переживають втрату і в пам'ять про товариша пишуть пісню «Road to Heaven». Ця лірична рок балада, яка розповідає про втрату близької людини.
В кінці 2010р. гурт Фрегли випускає свій перший кліп на пісню «Нехай Буде Так». Класична атмосфера великого залу київської філармонії переносить глядача в приємний теплий світ «Фреглів», їх музики і чуттєвих танців. У березні 2011р до гурту приєднується басист Євген Артеменко, з яким вони разом знімають новий кліп на жартівливу пісню «Середня школа№2». Ця комічна історія освідчення у коханні учня своїй вчительці - холодній і непоступливій Анжелі Альбертівні. Слідом випускається відео робота новорічної тематики - «Время волшебства», в якій музиканти жартують про тривалі свята.
В кінці 2011р. група закінчує роботу над третім альбомом «Класні Є Тапки». В цьому альбомі музиканти розширюють стильові та мовні горизонти. Вони обробляють українські народні пісні: «Грицю, Грицю до роботи», головний герой - відчужений від життя Емо-хлопець, якого звуть - «Емо Гриць», українську народну пісню - «Черевики» (Класні Є Тапки). В альбомі присутні жартівливі пісні «У тебя есть Славик», «Средняя школа №2», а також спільна робота з Максимом Бондаренко - українська версія пісні «El Condor Pasa», яка звучить на інтернет-радіостанціях. З появою у «Fragile» хітів російською та українською мовами, аудиторія гурту помітно розширилася, з'явилися нові слухачі, які назвали між собою групу - «Фрегли». Так у групи «Fragile» з'явився псевдонім або прізвисько «Фрегли».
У 2012 році гурт активно співпрацює з байк-рок-н-рол клубом Route66, бере участь у корпоративних програмах, дає сольні концерти. Бере участь у теле-шоу «Україна має талант», «Х-фактор» та ін. Влітку 2012р. гурт «Фрегли» тішить своїх глядачів і дарує їм літній кліп на пісню «Гормони», котрий збирає позитивний настрій у всіх своїх фанатів.
Четвертий альбом, випущений в 2013 році, назвали «Без Гмо». Він став знаковим для групи, так як в ньому зібралися такі хіти як «Інтернет», «Гормоны», «Пам'ятай», «Средняя школа» , «Без Гмо» та ін. Влітку 2013р. був знятий кліп на пісню «Пам'ятай». Море і гори не в змозі підказати головній героїні, що робити зі своїми почуттями до близької людини. Куди вони її ведуть? - До смутку або до радості. І вона просить свого коханого, залишити її, але пам'ятати. Незвичайний стиль електроніки та акустичної гітари, упереміш з романтичним вокалом Наталки, дарують слухачеві нові відчуття і різноманітність емоцій.
Незабаром до групи приєднується барабанщик-перкусіоніст Андрій Шкаврон, після чого Фрегли 
вирішують спробувати себе в акустичному жанрі. До цього моменту вже були деякі напрацювання, як і в панк, так і в рок стилях, але зараз гурт відкрив для себе новий повноцінний образ і складає свіжу мега-драйвову музичну програму. Такі пісні як «Тайна Река», «Терять Тебя Уже Так Поздно», «Суп С Грибами», «Trixie», «Wake Up» та ін., вже можуть порадувати слухача і глядача в мережі, в живому виконанні.

## Дискографія
Альбоми
- 2009 «Punk's Family»
- 2010 «Let iT Be So»
- 2011 «Класні Є Тапки»
- 2013 «Без Гмо»

## Відеографія
- «Нехай Буде Так»
- «Средняя школа№2»
- «Время волшебства»
- «Гормоны»
- «Пам'ятай»